# Angels Fall First
Angels Fall First este albumul de debut al formației Nightwish, realizat în 1997 de Spinefarm Records. Ediția limitată de 500 exemplare conține doar 7 piese, două din care nu sunt pe ediția obișnuită.
Chiar dacă primul single, „The Carpenter” (o colaborare cu Children of Bodom și Thy Serpent), a ajuns pe primul loc în clasamentul single-urilor finlandeze, formația a devenit faimoasă abia după al doilea album, Oceanborn.
„Elvenpath” foloseste clipuri audio din prologul The Lord of the Ring, regizat de Ralph Bakshi.

## Lista pieselor
|    | Titlul                           | Scriitori  | Durată |
| -- | -------------------------------- | ---------- | ------ |
| 1  | „Elvenpath”                      | Holopainen | 04:40  |
| 2  | „Beauty and the Beast”           | Holopainen | 06:24  |
| 3  | „The Carpenter”                  | Holopainen | 05:57  |
| 4  | „Astral Romance”                 | Holopainen | 05:12  |
| 5  | „Angels Fall First”              | Holopainen | 05:34  |
| 6  | „Tutankhamen”                    | Holopainen | 05:31  |
| 7  | „Nymphomaniac Fantasia”          | Holopainen | 04:47  |
| 8  | „Know Why the Nightingale Sings” | Holopainen | 04:14  |
| 9  | „Lappi (Lapland)”                | Holopainen | 09:20  |
| 10 | „A Return to the Sea” (Bonus)    | Holopainen | 05:48  |
| 11 | „Once Upon a Troubadour” (Bonus) | Holopainen | 05:22  |

## Membri
- Tarja Turunen – Voce
- Erno "Emppu" Vuorinen – Chitară, chitară bas
- Tuomas Holopainen – Voce, clape
- Jukka Nevalainen – Tobe

### Invitați
- Esa Lehtinen - Flaut